# Sydney Regent Street Station

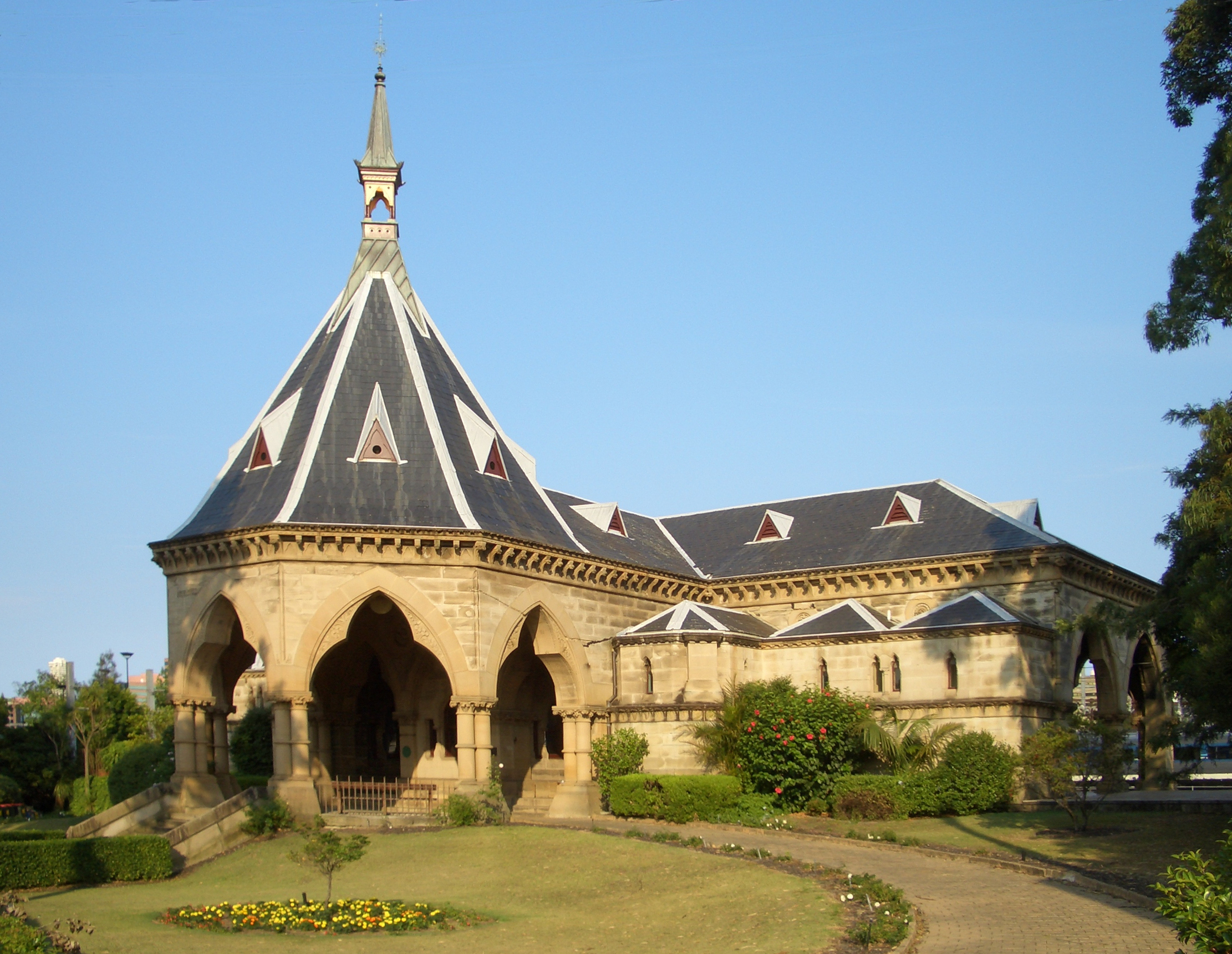
Eingangsseite

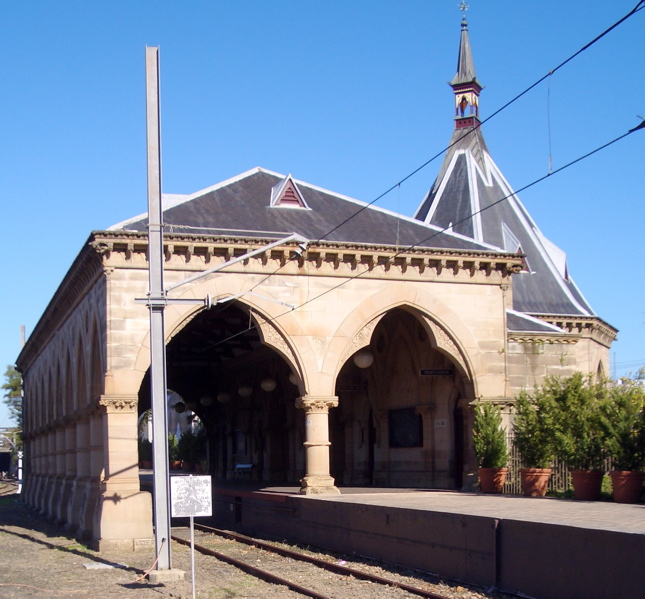
Bahnhofseinfahrt

Der Bahnhof Regent Street (englisch Regent Street Railway Station oder Regent Street) war ein Bahnhof der Rookwood-Cemetery-Eisenbahnlinie in Sydney, von dem Beerdigungszüge zum Rookwood Cemetery abfuhren, dem größten Friedhof der südlichen Hemisphäre mit mehr als einer Million Gräbern.  Später wurde er Teil des Güterbahnhofs Sydney Yard.
Das dekorative Gebäude befindet sich an der Westseite des Sydney Yard, nicht weit vom Hauptbahnhof Sydney und vom Railway Square entfernt.

## Geschichte
Der Bahnhof wurde als Teil der Rookwood-Cemetery-Eisenbahnlinie erbaut und am 22. März 1869 fertiggestellt, war aber schon seit dem 1. Januar 1869 in Betrieb. Offiziell eröffnet wurde er am 29. Juni 1869 als Mortuary (deutsch: Leichenhalle). Später änderte sich die Bezeichnung  in Regent Street, nach der Straße, an der das Gebäude liegt. Zeitweise war der Bahnhof auch als Mortuary Station (deutsch: Leichenhallen-Bahnhof) oder Necropolis Receiving Station (deutsch: Totenstadt-Empfangsbahnhof) bekannt. Von ihm fuhren auch Züge zum Woronora General Cemetery in Sutherland, südlich von Sydney, und zum Sandgate Cemetery in Newcastle.
Die Gebäude der Regent Station und der Receiving-House-Station (deutsch: Empfangshaus-Station) am Rookwood-Friedhof wurden von James Barnet, dem Regierungsarchitekten von New South Wales, entworfen, der sich stilistisch an der venezianischen Gotik des 13. Jahrhunderts orientierte. Die kunstvollen Bildhauerarbeiten, darunter  Engel, Putten und Wasserspeier, stammen hauptsächlich von den Bildhauern Thomas Ducket und Henry Apperly. Obwohl beide Gebäude von ihrer Bauweise und ihrer symbolischen Ausschmückung her an Kirchen erinnern sollten, dienten sie niemals gottesdienstlichen Zwecken.
Seit dem 14. März 1938 diente der Bahnsteig zum Verladen von Hunden und Pferden, ab Februar 1950 als Paketbahnhof. Die Eisenbahnbehörde (State Rail Authority) von New South Wales ließ das Gebäude 1981 für etwa 600.000 AUD restaurieren, nachdem der National Trust of Australia es in seine Denkmalliste aufgenommen und die Denkmalschutzbehörden von Australien und New South Wales es unter Denkmalschutz gestellt hatten. Am 21. April 1985 wurde das Gebäude von Neville Wran, dem Premierminister von New South Wales, wiedereröffnet.
Von 1986 bis 1989 befand sich im Gebäude das Pfannkuchen-Restaurant Magic Mortuary (deutsch: Leichenhallenzauber), dessen Gäste in Eisenbahnwaggons saßen. Danach wurde der Bahnhof gelegentlich zur Abfahrt von Sonderzügen und für Ausstellungen genutzt und als Veranstaltungsraum vermietet.

## Galerie

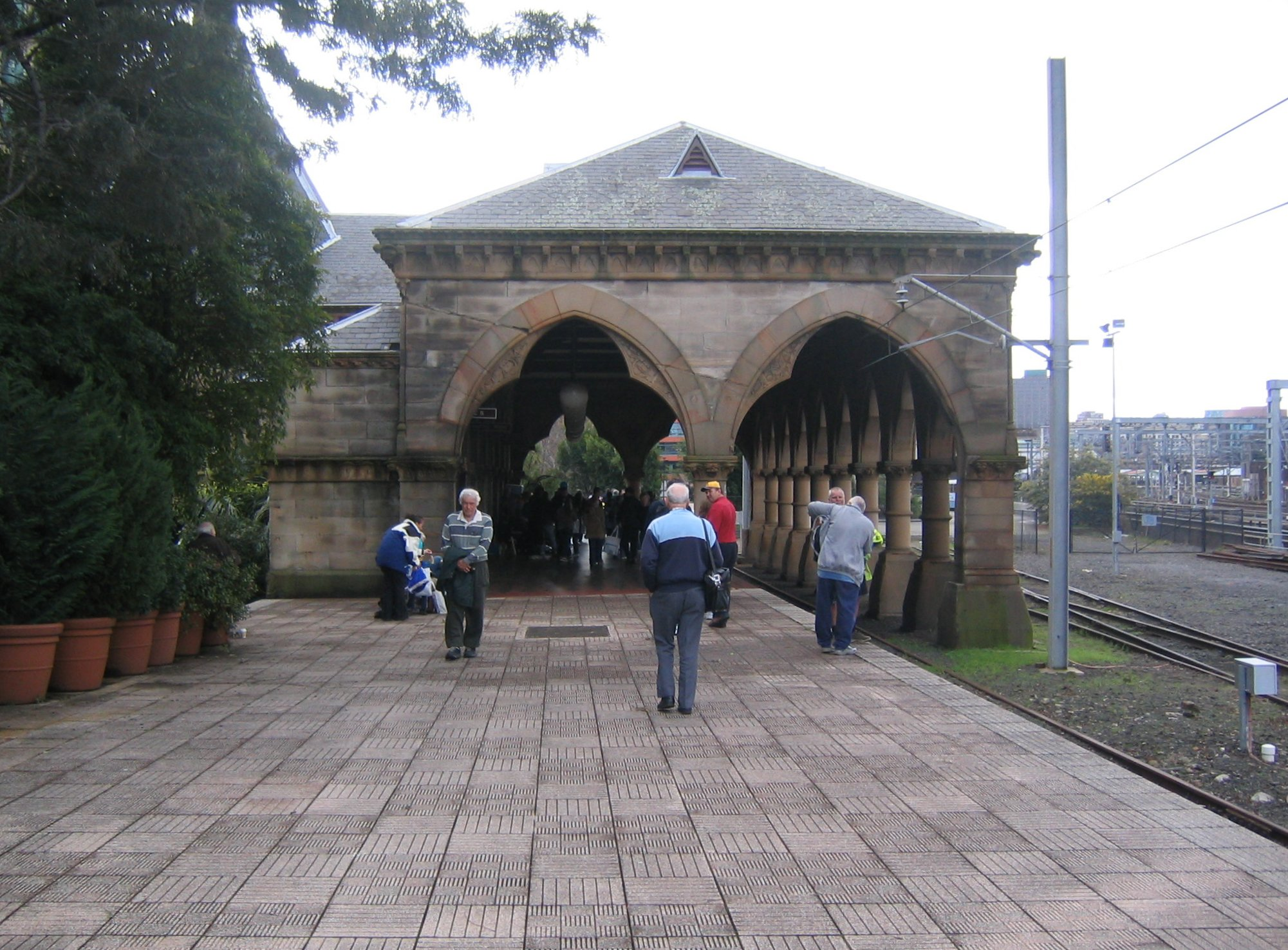
Offener Teil des Bahnsteigs mit Bahnsteighalle
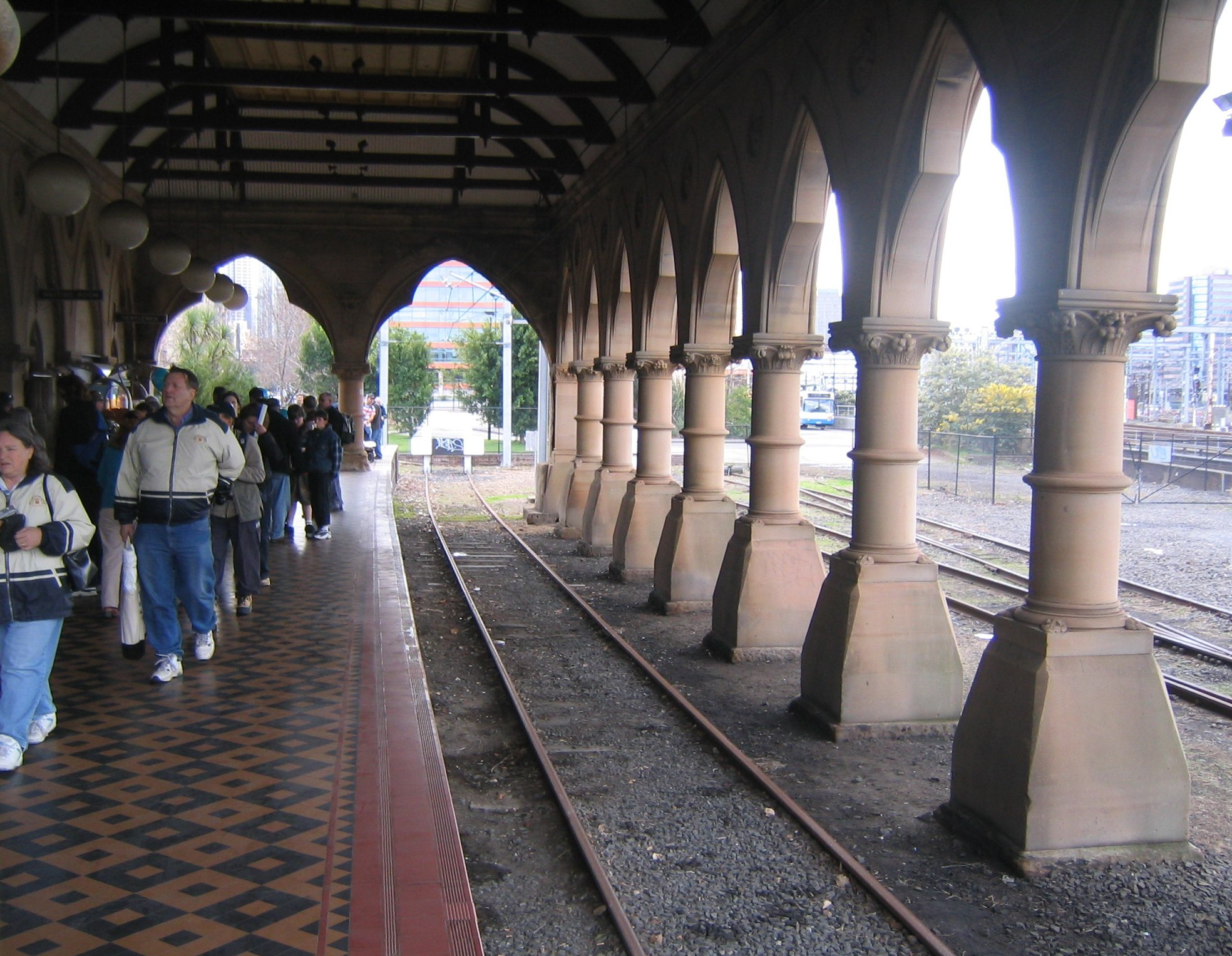
Bahnsteig im Gebäudeinneren
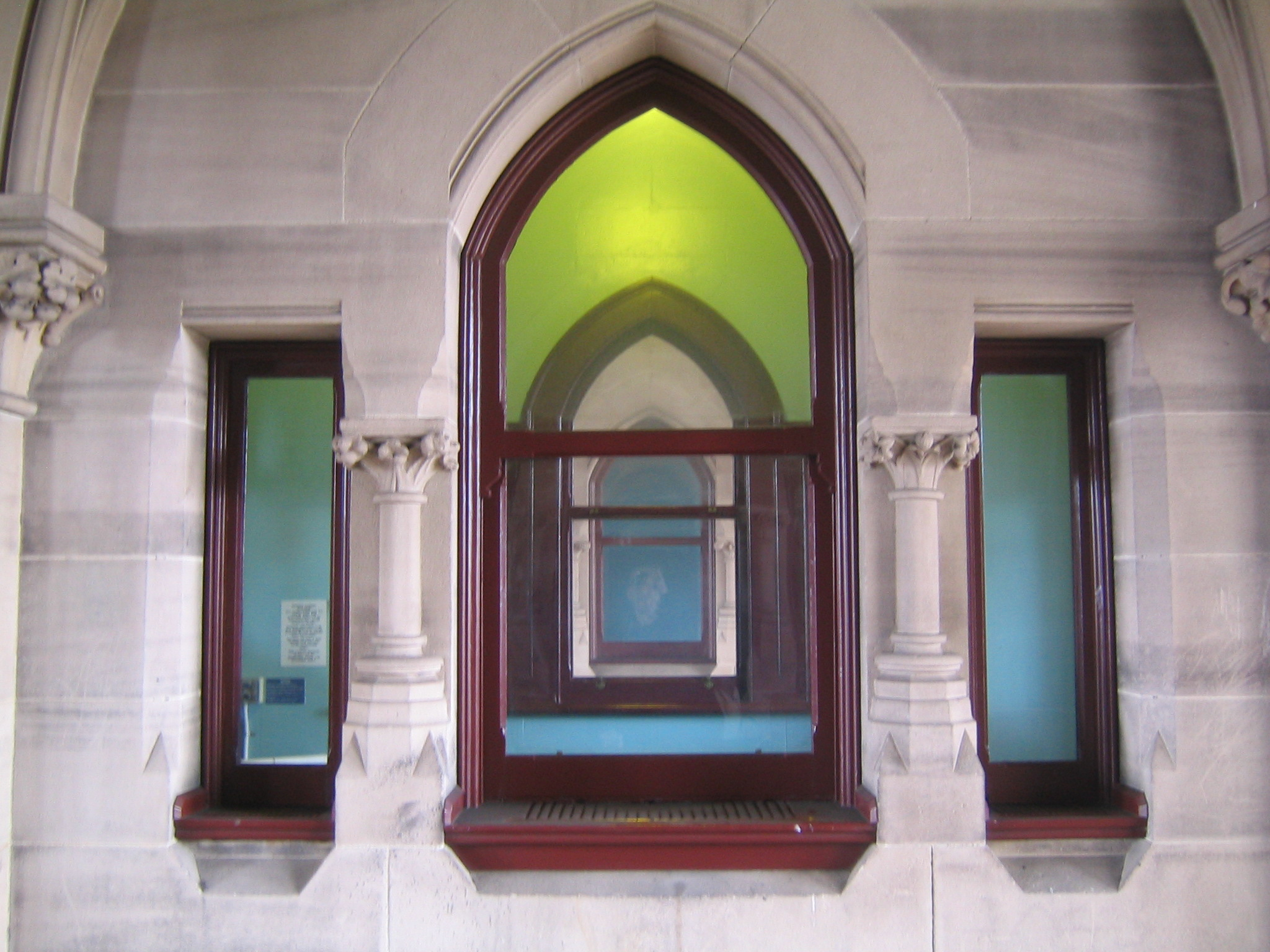
Details der Steinmetzarbeiten im Gebäudeinneren
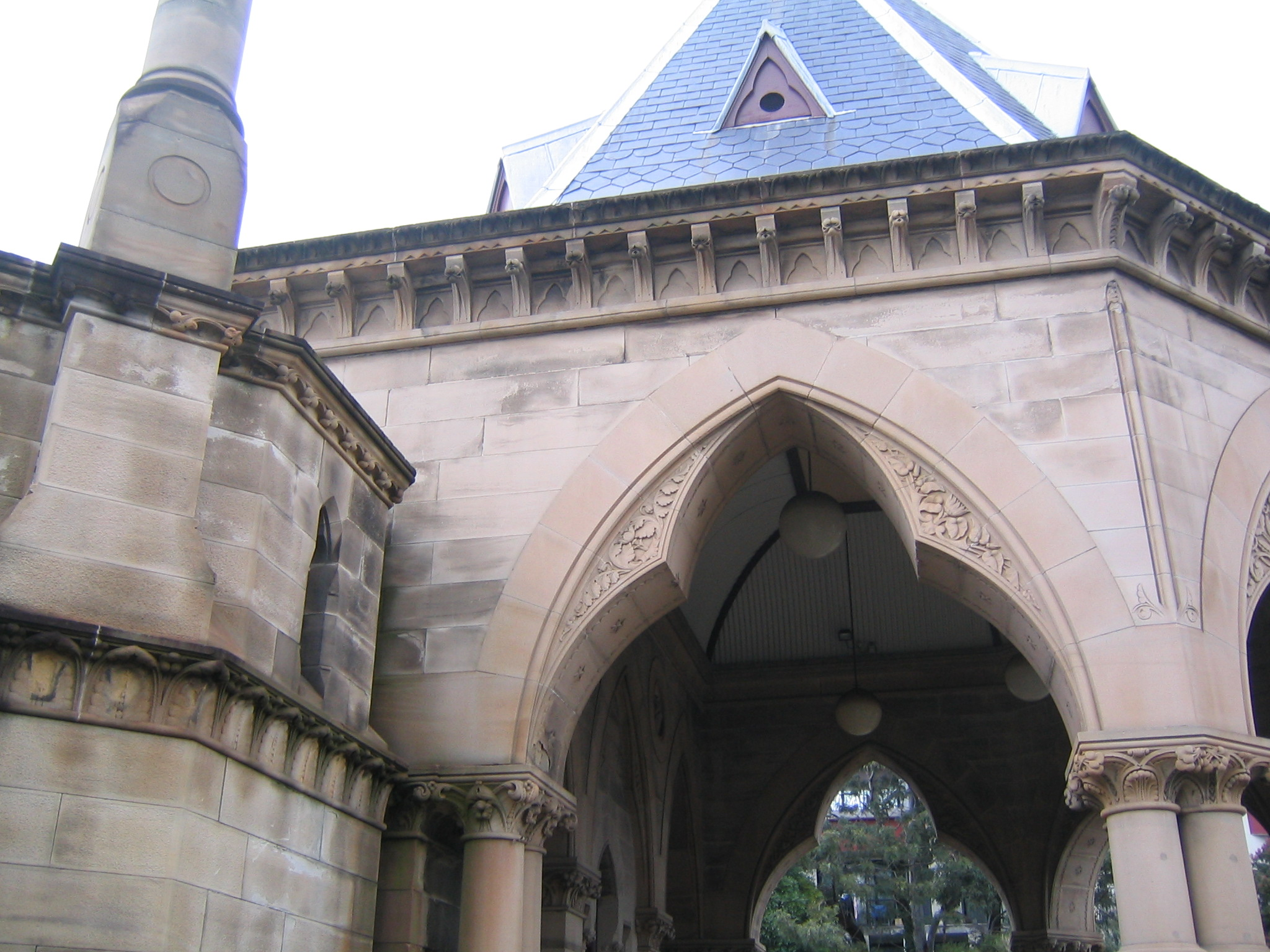
Steinmetzarbeiten an der Eingangshalle
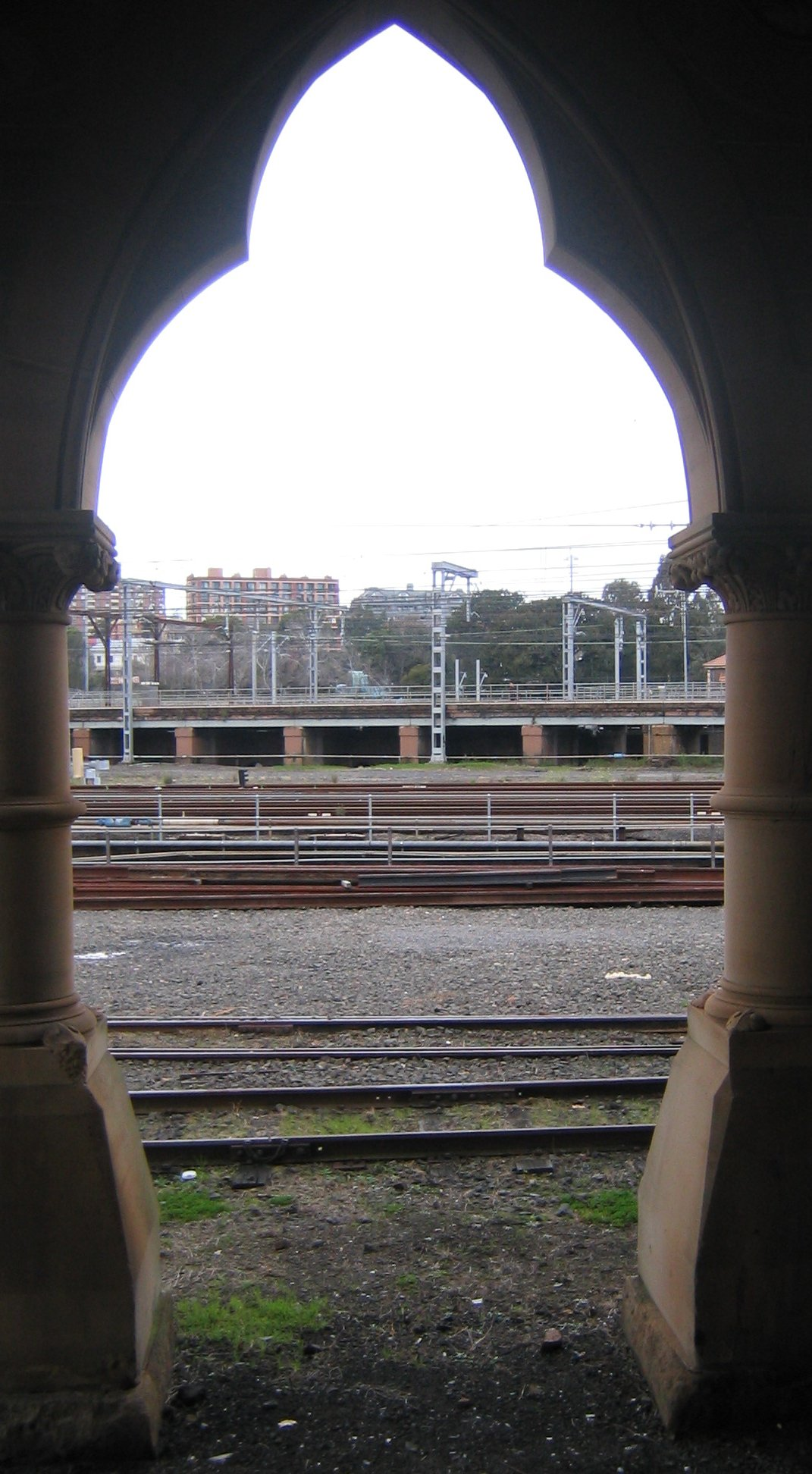
Blick auf die Gleise des Güterbahnhofs aus dem Gebäudeinneren